# Igreja da Santa Mártir Zinaida (Rio de Janeiro)
A Igreja da Santa Mártir Zinaida é um templo da Eparquia da Argentina e América do Sul da Igreja Ortodoxa Russa, localizado no Rio de Janeiro.